# Túnel del Toyo
Der Túnel del Toyo (offiziell Túnel Guillermo Gaviria Echeverri) ist ein kombiniertes Tunnel- und Straßenprojekt im Norden des kolumbianischen Departamento de Antioquia und knapp 100 Kilometer von Medellín entfernt. Das über 586,8 Millionen US-Dollar teure Megaprojekt mit seinen insgesamt 18 Tunneln, 30 Brücken und ca. 39,5  Kilometern neutrassierter Landstraße sowie Zufahrten ist Teil der Autopistas de la Prosperidad („Autobahnen des Wohlstands“), wie es im Fachjargon genannt wird, und wird von der Regierung Kolumbiens durch das Programm der vierten Generation von Straßenkonzessionen 4G des Nationalen Straßeninstituts INVIAS verwirklicht.

## Das Projekt

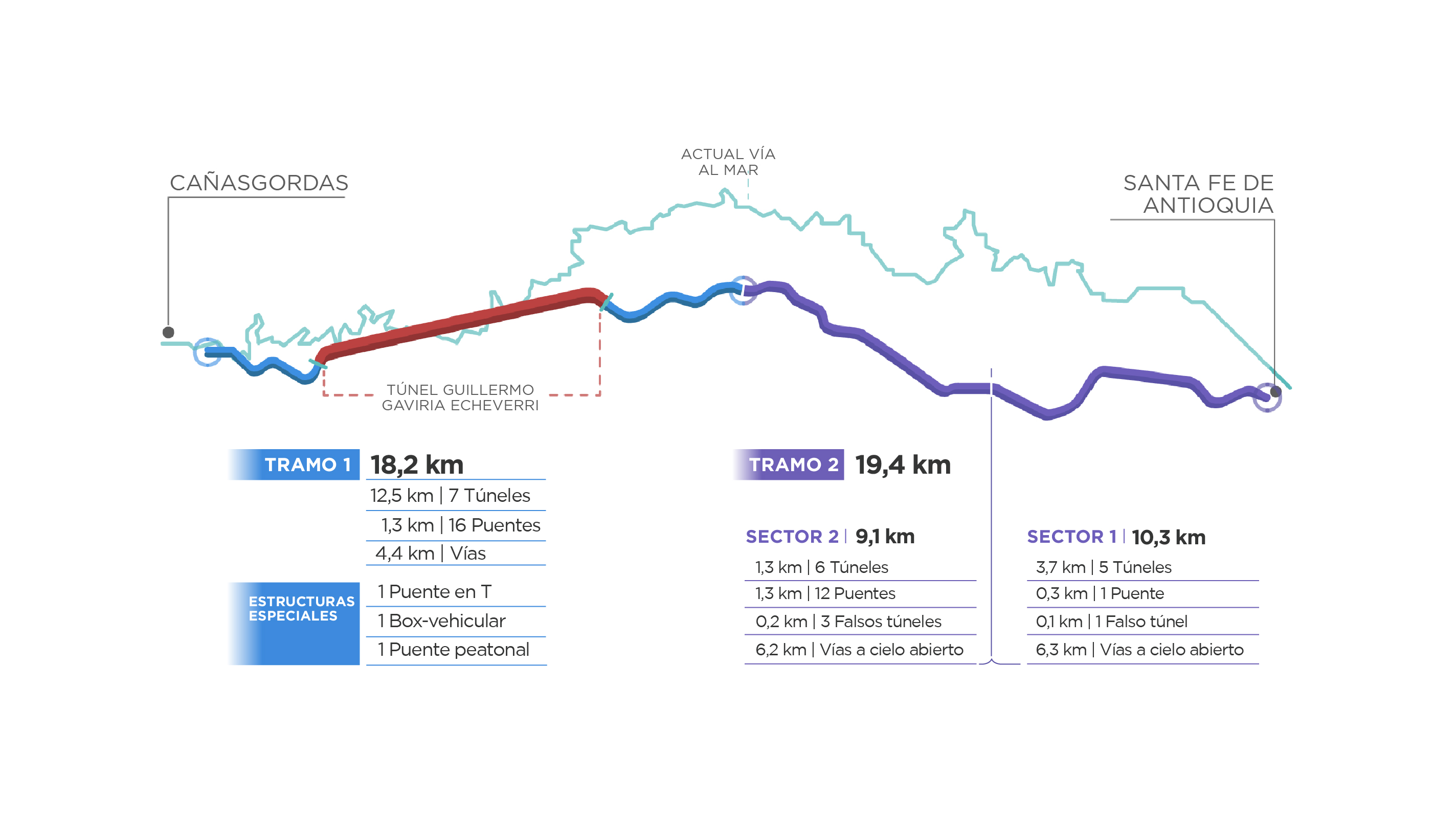
Beschreibung und Lage des Tunnels

Der Bauvertrag zum Projekt Nr. 4600004806 wurde am 11. Dezember 2015 zwischen der Infrastrukturabteilung der Regierung von Antioquia und dem Konsortium Antioquia Al Mar („Von Antioquia zum Meer“) unterzeichnet. Absicht ist es, die zweitgrößte Stadt Kolumbiens, Medellín, mit der Region am Golf von Urabá (Karibisches Meer), dem Zentrum des Landes und dem Pazifik sowie mit der äußerst schwer zugänglichen Grenzregion zu Panama besser und schneller zu verbinden. Aus ökonomischer Sicht besteht außerdem für den im wirtschaftlichen Aufschwung befindlichen Staat Kolumbien ein dringliches politisches Interesse daran den Export und die für den nationalen Markt bestimmten Waren und Warenströme des Imports zu verbessern.

### Bedeutung
Zusammen mit dem bereits seit 2006 bestehenden Túnel de Occidente wird zukünftig die Fahrzeit der 340 Kilometer von Medellín nach Turbo an der Karibikküste von bisher sieben Stunden auf etwas mehr als vier Stunden verringert. Bei Inbetriebnahme im Jahr 2024 ist der Toyo-Tunnel mit seinen 9,84 Kilometern gleichzeitig der längste Straßentunnel Kolumbiens und Lateinamerikas. Das Bauwerk mit den Zufahrtsstraßen sind auch von entscheidender Bedeutung für die nachfolgenden Straßenbau-Konzessionsentscheidungen Mar 1 (Medellín – Santa Fe de Antioquia) und Mar 2 (Cañasgordas – El Tigre) damit die Fernstraßen miteinander besser vernetzt werden können.

### Baufortschritt
Die Bauarbeiten begannen im Juni 2016, wodurch sollen laut Betreibergesellschaft etwa 1000 Arbeitsplätze entstehen sollen. Das Projekt gilt aufgrund der Länge des Tunnels und der verwendeten Bautechniken als Referenzprojekt. Die Fertigstellung und Übergabe des gesamten Streckenabschnitts war für den 23. Januar 2024 vorgesehen, Ende Februar 2024 war der Tunnel jedoch erst zu etwa drei Vierteln fertiggestellt und die Finanzierung der Restbauarbeiten nicht sichergestellt. Im Juni 2024 wurde eine Verbindungsbrücke zwischen zwei Tunnelabschnitten fertiggestellt. Die Freigabe des Tunnels wurde nun für das 1. Quartal 2026 erwartet.